# Anodo Söderberg

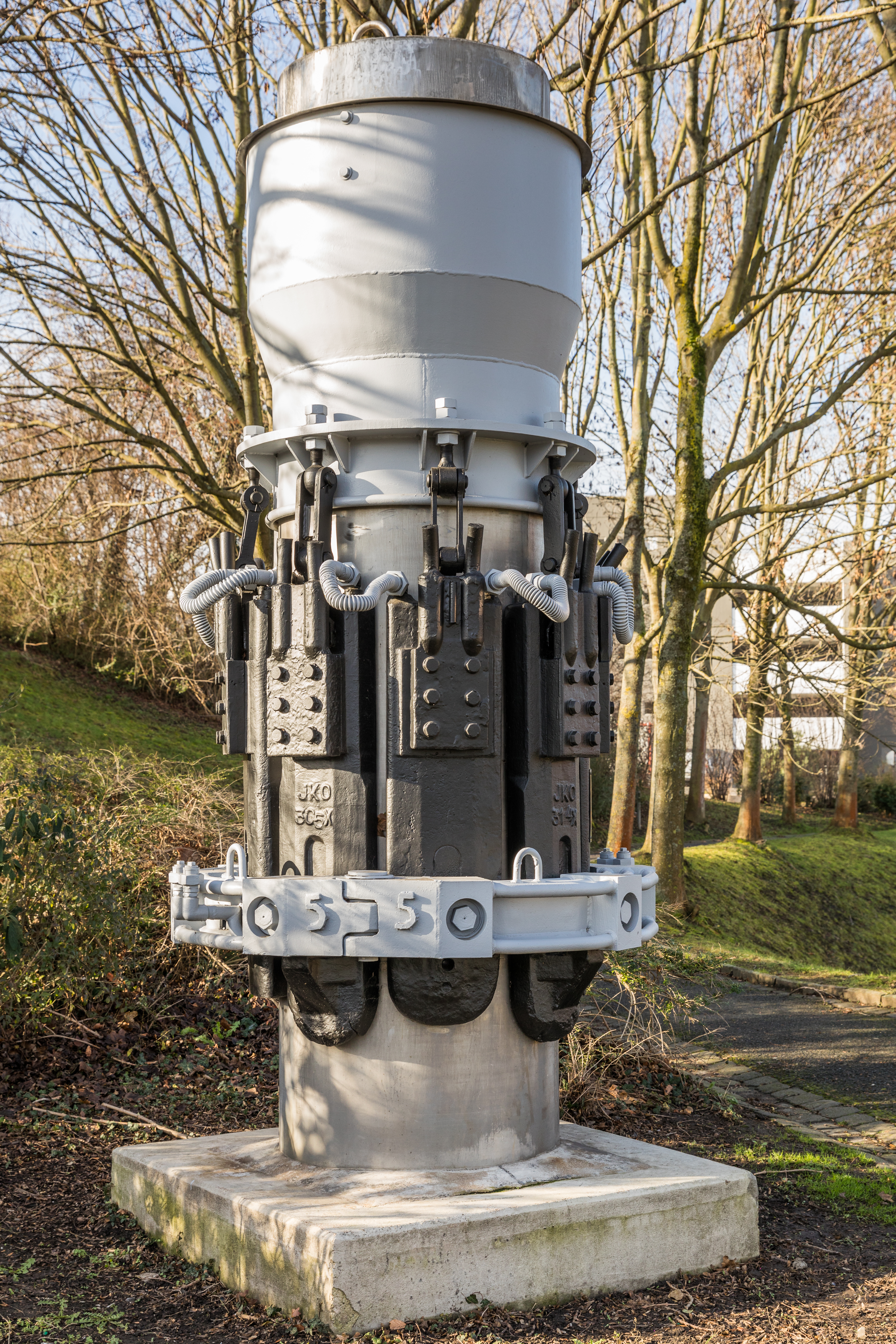

L'anodo Söderberg è particolare anodo costituito da carbone utilizzato nella produzione di alluminio per via elettrolitica.
È così chiamato in onore all'ingegnere svedese-norvegese Carl Wilhelm Söderberg.
Viene prodotto in situ (cioè all'interno della cella elettrolitica, dove avviene il processo nel quale l'anodo viene utilizzato) in maniera continua, miscelando insieme coke e catrame. Tale anodo viene consumato progressivamente dal processo elettrolitico, per cui una parte di anodo si consuma e nello stesso tempo l'anodo continua ad essere formato.

## Storia
Il brevetto degli anodi Söderberg orizzontali risale al 1918. A partire dal 1923 essi iniziarono ad essere utilizzati in ambito industriale per la produzione di alluminio.
I primi anodi Söderberg erano disposti all'interno della cella elettrolitica in maniera orizzontale. Successivamente venne brevettata e commercializzata una nuova versione, in cui gli anodi erano disposti in verticale.
Con il passare del tempo il loro utilizzo è andato via via diminuendo e sono stati soppiantati dagli anodi precotti, che assicurano una maggiore efficienza di corrente e un migliore controllo delle emissioni inquinanti. Infatti nel caso degli anodi Söderberg si ha produzione di gas tossici, contenenti idrocarburi policiclici aromatici.

## Utilizzi
Il suo principale utilizzo è all'interno del processo di Hall-Héroult per la produzione di alluminio.
Viene inoltre utilizzato nella produzione del carburo di calcio e del fosforo bianco.